# Terebellides japonica
Terebellides japonica är en ringmaskart som beskrevs av Moore 1903. Terebellides japonica ingår i släktet Terebellides och familjen Trichobranchidae. Inga underarter finns listade i Catalogue of Life.